# IAI日本
一般社団法人IAI日本（アイエーアイにほん、英語: International Alliance for Interoperability Japan Association）は、建築業界用CADのデーター共有化による相互運用をするための国際組織IAIの日本地域の団体である。2016年6月に国際組織 buildingSMART Internationalに合わせて、一般社団法人buildingSMART Japanに改名。当初名称のIAIは the International Alliance for Interoperability を意味する。
共通ファイルフォーマットはIFC。

## 規格、サービス
buildingSMART Internationalが提供する規格、サービスを以下に記載する。
- Standards[3]
  - Industry Foundation Classes (IFC)
  - Information Delivery Specifications (IDS)[4]
  - BIM Collaboration Format (BCF)（英語版）[5]
  - Information Delivery Manual (IDM)[6] - buildingSMARTが開発したISO 29481-1:2010 “Building information modelling – Information delivery manual – Part 1: Methodology and format” について。
  - Standards Library[7]
- Users Services[8]
  - buildingSMART Data Dictionary (bSDD)[9] - ISO 12006-3、ISO 23386とLinked Data standardsに準拠したデータ辞書。
  - BIM Maturity Assessment[10]
  - Use Case Management Service (UCMS)[11]

## 国際土木委員会
buildingSMART Japanと日本建設情報総合センター (JACIC) は共同で国際土木委員会を設置し、buildingSMART International の国際的な情報の収集を行い、国内のCIM及びi-Constructionの導入、普及を促している。JACIC Webページの委員会資料にはbSIのサミット報告が含まれる。

## 参加団体

### 一般企業
- アドビシステムズ株式会社
- 安藤建設株式会社
- イーハウス建築センター株式会社
- 株式会社インフォマティクス
- エーアンドエー株式会社
- NECソフト株式会社
- 株式会社NYKシステムズ
- 株式会社大塚商会
- オートデスク株式会社
- 株式会社大林組
- 鹿島建設株式会社
- 川田テクノシステム株式会社
- 株式会社環境シミュレーション
- グラフィソフトジャパン株式会社
- 株式会社ケイラインシステムズ
- 株式会社建設システム
- 株式会社建築ピボット
- 株式会社構造計画研究所
- 国際航業株式会社
- 株式会社五反地建築設計事務所
- 株式会社コミュニケーションシステム
- サイバネットシステム株式会社
- 株式会社シスプロ
- 株式会社シビルソフト開発
- 清水建設株式会社
- ジョンソンコントロールズ株式会社
- 須賀工業株式会社
- 住友セメントシステム開発株式会社
- 生活産業研究所株式会社
- セコム株式会社
- 株式会社ソフトウェアセンター
- ダイキン工業株式会社
- 大成建設株式会社
- 株式会社ダイテック
- 大和ハウス工業株式会社
- 高砂熱学工業株式会社
- 株式会社竹中工務店
- 東芝エレベータ株式会社
- 戸田建設株式会社
- 株式会社日建設計
- 日本電気株式会社
- 株式会社ビッグバン
- 株式会社フォーラムエイト
- 福井コンピュータ株式会社
- 株式会社フジタ
- 富士通株式会社
- 株式会社ベントレー・システムズ
- マイクロソフト株式会社
- 株式会社マイスター
- 前田建設工業株式会社
- 株式会社山武
- 株式会社横森製作所
- 株式会社四電工

### 学校・研究機関
- 大分大学 工学部 建設工学科 建築環境工学研究室
- 大阪大学大学院工学研究科 環境・エネルギー工学専攻
- 関西大学 総合情報学部
- 九州工業大学
- 九州東海大学 工学部建築学科
- 京都工芸繊維大学 デザイン経営工学科
- 熊本大学 工学部 両角・位寄研究室
- 独立行政法人 国際環境研究所
- 国士舘大学 工学部建築学科
- 国土交通省 国土技術政策総合研究所
- サイバー大学
- 芝浦工業大学
- 千葉大学 工学部 デザイン工学科
- 筑波大学 社会工学研究科
- 東京大学 神田研究室
- 東京大学 空間情報科学研究センター柴崎研究室
- 東京大学 藤野研究室
- 東北工業大学 建築学科
- 東北大学 本江正茂研究室
- 財団法人日本建設情報総合センター
- 北海道大学 大学院 工学研究科
- 早稲田大学 理工学部 建築学科 嘉納研究室
- 山口大学 社会基盤メインテナンス工学研究室